# Закс (немецкая фамилия)
Закс, Заксе, в другой транскрипции Сакс (нем. Sachs, Sachse, Sachsse, Sachße) — немецкая фамилия.
Берёт своё начало от названия региона в Германии — (Нижняя) Саксония (нем. Sachsen), которое в свою очередь происходит от названия сакс (нем. Sachse), названия северо-восточной группы древнегерманских племён саксы (нем. Sachsen). Этимология слова «саксы» ещё не до конца прояснена, античные авторы, впервые использовавшие слово (Sax), произвели его от типичного оружия саксов — скрамасакса, своеобразного кинжала. Начиная с III века в римских источниках встречаются упоминания о морских пиратах саксах. С 810—811 годов известна также «Limes Saxoniae» — «саксонская граница», которую определил Карл Великий для раздела саксонских и ободритских земель. Непосредственное упоминания в саксонских источниках восходит к созданному в XI веке эпосу об архиепископе Анно II Кёльнском (нем. Annolied): «von den mezzerin alsô wahsin, wurdin si geheizzin Sahsi» (От ножей, которые были так остры, стали называться они саксы).
Подобные фамилии, произошедшие от названия древних германских племён и земель в Германии, встречаются часто и в различных вариантах, см. Байер (нем. Bayer, Baier, Bajer, Bayr, Beier, Beyer), Швабе (нем. Schwabe, Schwab), Франке (нем. Francke, Franke, Frank), Пройс, Прус (нем. Preuß, Preuss, Pruss).